# Jonathan Pacheco
Jonathan Pacheco (San Andrés de Giles, Provincia de Buenos Aires, Argentina, 8 de mayo de 1992) es un futbolista argentino. Juega como mediocentro y su equipo actual es el Gimnasia de Chivilcoy de la Liga Chivilcoyana de Fútbol argentina. Tiene 32 años.

## Trayectoria
Hizo su debut en la Primera División de San Lorenzo en la última fecha del Torneo Clausura 2011, cuando a los 21 minutos del segundo tiempo ingresó en reemplazo de Pablo Alvarado lo que fue empate 1 a 1 frente a Banfield el domingo 19 de junio.
A mediados de 2013 se fue a préstamo por una temporada a Almagro. En este disputó 24 partidos de la Primera B Metropolitana.
El 19 de agosto de 2015 llega con el pase en su poder a la CAI de Comodoro Rivadavia para ocupar la plaza del lesionado Facundo Villarroel.
Después de su breve paso por la CAI quedó libre y comenzó a jugar a Táchira de su ciudad en San Andrés de Giles para disputar la liga local de clubes. Fue figura y campeón en su equipo.
En el verano de 2016 se incorporó al club Club Social y Deportivo el Frontón de San Andrés de Giles para disputar el Torneo Federal C 2016. Después de una gran fase de grupos el Frontón paso primero en su grupo que integró con:Club Mercedes, Deportivo salgado y Club San Miguel Las Heras, los últimos dos de Lobos.
En segunda fase enfrentó a Fernando Cáceres FC de Ciudad Evita empatando 0 a 0 en Luján y 1 a 1 en San Andrés de Giles, pasando finalmente de ronda por penales.
En tercera fase se enfrentó a Club Atlético Sportsman de Carmen de Areco, perdiendo en Areco 4 a 1 y en Giles empatando 1 a 1, lo que no alcanzó y quedó eliminado.
Luego del Federal C se quedó a disputar la liga local durante algunos partidos.
En julio llegó al Club Atlético Independiente (Chivilcoy) para afrontar el Torneo Federal B Complementario 2016, después de un gran desempeño en la primera ronda Independiente pasó a segunda en primer lugar en su zona.
En cuartos de final le ganó a Club Belgrano (San Nicolás de los Arroyos), por 2 a 0 en Chivilcoy, fue 2 a 2 en San Nicolás de los Arroyos.
En semifinales se enfrentó al duro equipo de Club Atlético Social y Deportivo Camioneros en Chivilcoy, Fue 1 a 1. En el Partido de Esteban Echeverría ganó 1 a 0, pasando a la gran final por el ascenso.
En la final por el ascenso al Torneo Federal A disputó la ida en Chivilcoy, perdiendo 2 a 1 ante Asociación Atlética Estudiantes, la vuelta se jugó en Ciudad de Río Cuarto empatando 1 a 1 y quedándose en la puerta del gran ascenso.
En la actualidad continúa en el Club Atlético Independiente (Chivilcoy). 
En la primera parte del año disputó la Copa Argentina 2017,  quedando eliminado ante Club Atlético Social y Deportivo Camioneros.
En la segunda mitad del año se encuentra disputando el Torneo Federal B 2017.
| Club                                                     | País      | Año             |
| -------------------------------------------------------- | --------- | --------------- |
| Club Atlético San Lorenzo de Almagro                     | Argentina | 2011-2014       |
| Club Almagro                                             | Argentina | 2014-2015       |
| CAI                                                      | Argentina | 2015            |
| Táchira (San Andrés de Giles)                            | Argentina | 2015            |
| Club Social y Deportivo el Frontón (San Andrés de Giles) | Argentina | 2016            |
| Club Atlético Independiente (Chivilcoy)                  | Argentina | 2016-Actualidad |